# San José de las Pilas, Jesús María
San José de las Pilas är en ort i Mexiko.   Den ligger i kommunen Jesús María och delstaten Jalisco, i den centrala delen av landet, 300 km väster om huvudstaden Mexico City. San José de las Pilas ligger 2 205 meter över havet och antalet invånare är 111.
Terrängen runt San José de las Pilas är platt åt nordväst, men åt sydost är den kuperad. Runt San José de las Pilas är det ganska glesbefolkat, med 28 invånare per kvadratkilometer. Närmaste större samhälle är Santiaguito, 12,1 km nordväst om San José de las Pilas. I omgivningarna runt San José de las Pilas växer huvudsakligen savannskog.